# Mysiki
 Mysiki (ukr.  Мисики) – wieś na Ukrainie, w obwodzie tarnopolskim, w rejonie krzemienieckim.